# Beaupreopsis paniculata
Beaupreopsis paniculata är en tvåhjärtbladig växtart som först beskrevs av Brongn. & Gris, och fick sitt nu gällande namn av Virot. Beaupreopsis paniculata ingår i släktet Beaupreopsis och familjen Proteaceae. Inga underarter finns listade i Catalogue of Life.